# Eccidio di Valmozzola
L'eccidio di Valmozzola è stata una strage fascista compiuta il 17 marzo 1944 da un reparto della Xª Flottiglia MAS nell'omonimo comune parmense e nella quale furono uccisi sette partigiani.

## Antefatti
Il 12 marzo un treno fermo nella stazione di Valmozzola venne attaccato dal "Gruppo Betti", uno dei primi nuclei partigiani della provincia di Parma composto principalmente da spezzini e da ex-prigionieri sovietici e guidato da Mario Devoti "Betti". Le motivazioni dell'attacco sono state a lungo dibattute e ne esistono quattro versioni memorialistiche diverse: la maggior parte della memorialistica afferma che l'obiettivo dell'operazione fosse la liberazione di tre renitenti, prigionieri sul convoglio; tuttavia la storiografia più recente ritiene improbabile che i partigiani sapessero già da prima che sul treno viaggiavano dei disertori da liberare. Tende perciò ad accreditare la versione secondo cui l'obiettivo iniziale non era il treno, ma il capostazione, noto fascista, che però era assente. Nell'attacco rimasero uccisi quattro militi fascisti e il comandante partigiano Betti. I tre renitenti prigionieri che erano a bordo del treno furono poi liberati.

## L'eccidio
In seguito all'attacco alla stazione di Valmozzola le forze nazifasciste dislocate in zona iniziarono una serie di rastrellamenti contro le formazioni partigiane locali. Nel corso di una di queste operazioni, il 14 marzo successivo, furono sorpresi in un essiccatoio sul monte Barca un gruppo di partigiani italiani e sovietici. Dopo uno scontro a fuoco, nel quale rimasero uccisi i resistenti Luigi Giannetti, Luciano Righi e Victor Ivanov, i nazifascisti condussero i sopravvissuti al carcere di Pontremoli. Il 17 marzo nove tra gli uomini catturati sul monte Barca furono prelevati dalle celle e condotti a Migliarina di La Spezia. Da qui vennero poi condotti alla stazione di Valmozzola per essere fucilati dagli uomini del battaglione "Lupo" della Xª MAS. Una volta giunti sul luogo dell'esecuzione venne comunicato ad uno dei condannati che la sentenza pendente su di lui era stata sospesa. I militi della Xª MAS, durante gli interrogatori, erano stati infatti convinti dagli altri prigionieri che questo era stato costretto con la forza ad unirsi a loro e nulla aveva a che fare con la Resistenza.

## Monumenti e omaggi
Sulla facciata della stazione di Valmozzola è stata posta una lapide in ricordo di Mario Betti, degli uomini morti sul Barca e dei fucilati del 17 marzo. A breve distanza, presso il luogo dell'eccidio, è stato realizzato nel 1987 un monumento in ricordo delle vittime dell'eccidio. 
A La Spezia è stata dedicata una piazza ad Ubaldo Cheirasco. A Lerici una strada è stata intitolata a Nino Gerini ed una ad Angelo Trogu. Sempre a La Spezia una lastra nel quartiere del Canaletto ricorda Domenico Mosti e Gino Parenti. A Sarzana un asilo è stato intitolato a Giuseppe Tendola.

## Vittime
- Vassili Belacoski, sovietico;
- Ubaldo Chierasco, di La Spezia, classe 1922;
- Nino Gerini, di Lerici, classe 1926;
- Domenico Mosti, di La Spezia;
- Gino Parenti, di La Spezia;
- Mikhail Tartufian, sovietico.
- Giuseppe Tendola, di Castelnuovo Magra, classe 1922;
- Angelo Trogu, di Lerici, classe 1924;